# Pecluma pastazensis
Pecluma pastazensis är en stensöteväxtart som först beskrevs av Georg Hans Emmo Wolfgang Hieronymus, och fick sitt nu gällande namn av Robbin C. Moran. Pecluma pastazensis ingår i släktet Pecluma och familjen Polypodiaceae. Inga underarter finns listade.